# Buket Kuta
Buket Kuta is een bestuurslaag in het regentschap Aceh Timur van de provincie Atjeh, Indonesië. Buket Kuta telt 963 inwoners (volkstelling 2010).